# Comunele Cehiei (Š)
Aceasta este o listă a comunelor din Republica Cehă care încep cu litera Š.
Această listă este generată cu date din Wikidata și este actualizată periodic de un robot.
 Editările făcute în listă vor fi șterse la următoarea actualizare!
| #  | Comună                 | Populație | Suprafață (km2) | districtul                  |
| -- | ---------------------- | --------- | --------------- | --------------------------- |
| 1  | Šumperk                | 25.061    | 27,88           | districtul Šumperk          |
| 2  | Šternberk              | 13.239    | 48,79           | districtul Olomouc          |
| 3  | Štětí                  | 8.572     | 53,9            | districtul Litoměřice       |
| 4  | Šlapanice              | 7.853     | 14,65           | districtul Brno-venkov      |
| 5  | Šenov                  | 6.553     | 16,63           | districtul Ostrava-město    |
| 6  | Šluknov                | 5.744     | 47,47           | districtul Děčín            |
| 7  | Šestajovice            | 4.021     | 5,42            | districtul Praha-východ     |
| 8  | Štěpánov               | 3.553     | 26,84           | districtul Olomouc          |
| 9  | Štramberk              | 3.515     | 9,33            | districtul Nový Jičín       |
| 10 | Štěpánkovice           | 3.167     | 12,53           | districtul Opava            |
| 11 | Šťáhlavy               | 2.922     | 23,97           | districtul Plzeň-město      |
| 12 | Štěnovice              | 2.281     | 7,67            | districtul Plzeň-jih        |
| 13 | Štěchovice             | 2.207     | 14,3            | districtul Praha-západ      |
| 14 | Škvorec                | 2.200     | 12,76           | districtul Praha-východ     |
| 15 | Šardice                | 2.178     | 17,29           | districtul Hodonín          |
| 16 | Štítná nad Vláří-Popov | 2.134     | 28,43           | districtul Zlín             |
| 17 | Šitbořice              | 2.124     | 12,25           | districtul Břeclav          |
| 18 | Šenov u Nového Jičína  | 2.082     | 15,63           | districtul Nový Jičín       |
| 19 | Štoky                  | 1.982     | 39,69           | districtul Havlíčkův Brod   |
| 20 | Štíty                  | 1.976     | 29,93           | districtul Šumperk          |
| 21 | Švihov                 | 1.677     | 34,53           | districtul Klatovy          |
| 22 | Šumvald                | 1.657     | 21,01           | districtul Olomouc          |
| 23 | Šanov                  | 1.653     | 20,36           | districtul Znojmo           |
| 24 | Šumice                 | 1.629     | 15,71           | districtul Uherské Hradiště |
| 25 | Šilheřovice            | 1.587     | 21,65           | districtul Opava            |
| 26 | Šakvice                | 1.559     | 11,96           | districtul Břeclav          |
| 27 | Šimonovice             | 1.445     | 7,19            | districtul Liberec          |
| 28 | Ševětín                | 1.377     | 8,11            | districtul České Budějovice |
| 29 | Štítina                | 1.303     | 3,03            | districtul Opava            |
| 30 | Šatov                  | 1.183     | 13,44           | districtul Znojmo           |
| 31 | Špindlerův Mlýn        | 1.117     | 76,94           | districtul Trutnov          |
| 32 | Šaratice               | 1.062     | 8,25            | districtul Vyškov           |
| 33 | Švábenice              | 1.023     | 19,31           | districtul Vyškov           |
| 34 | Štěpánovice            | 977       | 14,61           | districtul České Budějovice |
| 35 | Štarnov                | 859       | 9,88            | districtul Olomouc          |
| 36 | Šebrov-Kateřina        | 850       | 10,29           | districtul Blansko          |
| 37 | Štěkeň                 | 837       | 14,47           | districtul Strakonice       |
| 38 | Šebetov                | 831       | 9,42            | districtul Blansko          |
| 39 | Šlapanov               | 795       | 15,96           | districtul Havlíčkův Brod   |
| 40 | Škrdlovice             | 710       | 5,76            | districtul Žďár nad Sázavou |
| 41 | Štěpánov nad Svratkou  | 703       | 10,87           | districtul Žďár nad Sázavou |
| 42 | Štáblovice             | 696       | 10,37           | districtul Opava            |
| 43 | Šemnice                | 689       | 13,22           | districtul Karlovy Vary     |
| 44 | Šošůvka                | 680       | 5,12            | districtul Blansko          |
| 45 | Štítary                | 677       | 24,97           | districtul Znojmo           |
| 46 | Šumná                  | 625       | 11,96           | districtul Znojmo           |
| 47 | Štěnovický Borek       | 624       | 6,23            | districtul Plzeň-město      |
| 48 | Šanov                  | 567       | 7,63            | districtul Rakovník         |
| 49 | Široká Niva            | 556       | 37,29           | districtul Bruntál          |
| 50 | Štědrá                 | 526       | 36,55           | districtul Karlovy Vary     |
| 51 | Študlov                | 501       | 9,42            | districtul Zlín             |
| 52 | Štěpánovice            | 499       | 5,03            | districtul Brno-venkov      |
| 53 | Šebkovice              | 489       | 10,73           | districtul Třebíč           |
| 54 | Šanov                  | 474       | 9,07            | districtul Zlín             |
| 55 | Šumavské Hoštice       | 418       | 8,36            | districtul Prachatice       |
| 56 | Široký Důl             | 409       | 6,02            | districtul Svitavy          |
| 57 | Šabina                 | 360       | 5,07            | districtul Sokolov          |
| 58 | Šebířov                | 359       | 23,22           | districtul Tábor            |
| 59 | Šerkovice              | 356       | 4,87            | districtul Brno-venkov      |
| 60 | Šelešovice             | 352       | 4,62            | districtul Kroměříž         |
| 61 | Štětkovice             | 349       | 4,99            | districtul Příbram          |
| 62 | Škvořetice             | 316       | 9,56            | districtul Strakonice       |
| 63 | Šindelová              | 311       | 38,31           | districtul Sokolov          |
| 64 | Štěměchy               | 301       | 9,96            | districtul Třebíč           |
| 65 | Šonov                  | 297       | 20,72           | districtul Náchod           |
| 66 | Šumice                 | 297       | 8,62            | districtul Brno-venkov      |
| 67 | Špičky                 | 280       | 7,03            | districtul Přerov           |
| 68 | Šubířov                | 279       | 2,54            | districtul Prostějov        |
| 69 | Šarovy                 | 253       | 2,23            | districtul Zlín             |
| 70 | Šimanov                | 228       | 6,23            | districtul Jihlava          |
| 71 | Šišma                  | 221       | 4,36            | districtul Přerov           |
| 72 | Šárovcova Lhota        | 213       | 7,09            | districtul Jičín            |
| 73 | Šedivec                | 208       | 3,87            | districtul Ústí nad Orlicí  |
| 74 | Štíhlice               | 207       | 5,19            | districtul Praha-východ     |
| 75 | Štěchovice             | 199       | 7,28            | districtul Strakonice       |
| 76 | Šlapanice              | 194       | 6,9             | districtul Kladno           |
| 77 | Štěchov                | 184       | 1,68            | districtul Blansko          |
| 78 | Šestajovice            | 170       | 7,52            | districtul Náchod           |
| 79 | Šípy                   | 155       | 11,63           | districtul Rakovník         |
| 80 | Štipoklasy             | 149       | 3,79            | districtul Kutná Hora       |
| 81 | Šafov                  | 143       | 9,5             | districtul Znojmo           |
| 82 | Šaplava                | 120       | 2,01            | districtul Hradec Králové   |
| 83 | Štichovice             | 116       | 11,2            | districtul Plzeň-sever      |
| 84 | Štěpkov                | 115       | 3,93            | districtul Třebíč           |
| 85 | Študlov                | 105       | 2,4             | districtul Svitavy          |
| 86 | Štichov                | 85        | 3,92            | districtul Plzeň-jih        |
| 87 | Švábov                 | 81        | 5               | districtul Jihlava          |
| 88 | Šebestěnice            | 75        | 3,29            | districtul Kutná Hora       |
| 89 | Šetějovice             | 67        | 6,11            | districtul Benešov          |
| 90 | Švihov                 | 61        | 2,96            | districtul Rakovník         |
| 91 | Štítov                 | 53        | 2,62            | districtul Rokycany         |
| 92 | Šléglov                | 41        | 7,17            | districtul Šumperk          |